# Polacca (imbarcazione)
Polacca (o pollacca, anche polacra) è il nome di una nave mercantile apparsa nei primi del 1700 nell'area del Mar Mediterraneo come evoluzione dello Sciabecco, con lo scafo maggiormente affinato e senza la trazione a remi.  
Era provvista di due o tre alberi "a pioppo" ovvero in un pezzo unico: l’albero di trinchetto in un pezzo unico con una grande vela latina, l’albero di maestra in un pezzo unico con vele quadre e albero di mezzana a struttura classica con vela quadra e di mezzana.
Era di medie dimensioni, aveva una stazza non superiore alle 500 tonnellate, e veniva impiegata principalmente come nave scorta, da collegamento e da trasporto, ma a volte veniva armata di cannoni in occasione di conflitti navali.
Fu impiegata dalla Repubblica di Venezia a protezione dei traffici commerciali nel Mare Adriatico contro le incursioni di pirati dalmati, turchi e greci, essendo idonea ad operare tra le coste frastagliate per la sua maneggevolezza, scarso pescaggio, dimensioni compatte e buona velocità.

Il termine "polacca" sembra riferirsi principalmente all'alberatura e forse al tipo di scafo oppure al tipo di attrezzatura utilizzata per le vele.

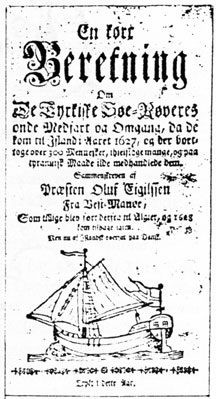
Polacca di Jan Janszoon
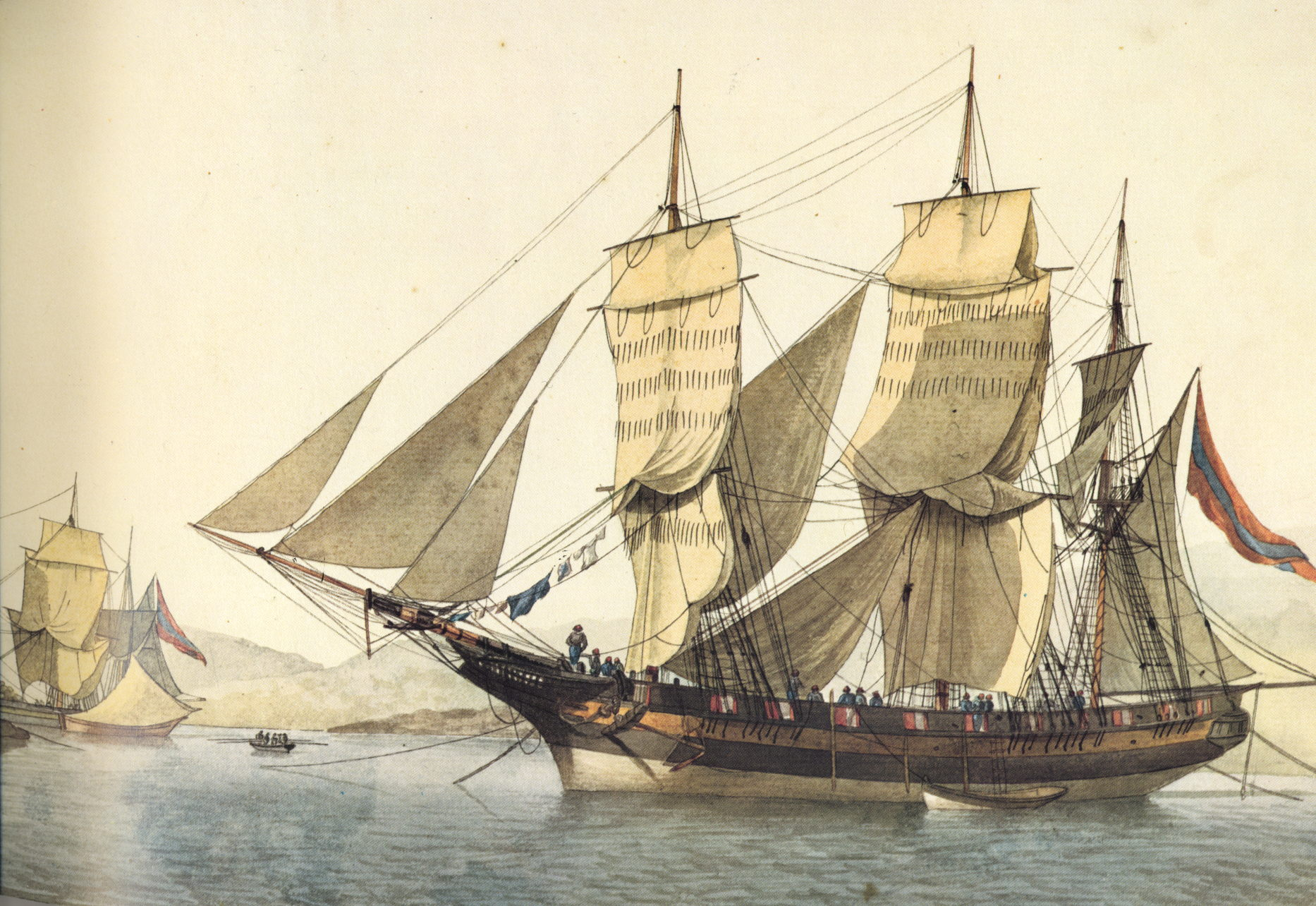
Polacca Greco-Ottomana San Nicolo (Antoine Roux)
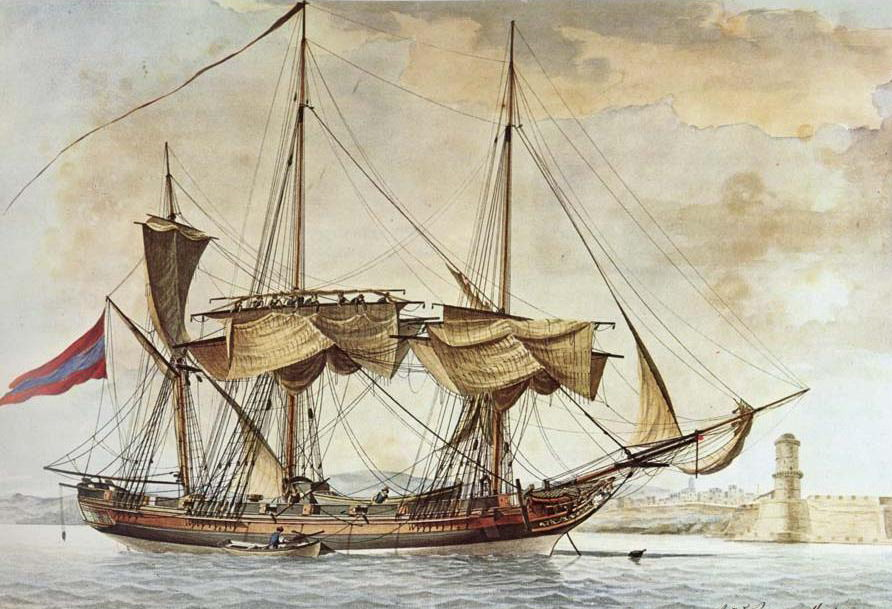
Polacca Greco-Ottomana Bella Aurora  (Antoine Roux)